# Pregledi v času nosečnosti

### Uvod
Nosečnost opredeljujemo s tedni nosečnosti ali gestacijsko starostjo ploda. To je obdobje polno pričakovanj, prijetnega upanja in spreminjanje nosečnice tako telesno kot duševno. Nosečnost delimo na prvo, drugo in tretje trimesečje. V teh obdobjih se plod različno razvija, opravijo pa se tudi ginekološki pregledi nosečnice. V obdobju nosečnosti so preventivni zdravstveni pregledi pri ginekologu namenjeni zdravstvenemu nadzoru nosečnice in ploda, z namenom oceniti tveganja za neugoden izid nosečnosti. Predporodno zdravstveno varstvo se izvaja na primarni ravni, tako imenovanih službah za zdravstveno varstvo žensk.

#### Splošno o pregledih v nosečnosti
Pregledi in preiskave v nosečnosti, so načrtovani tako, da nosečnici postrežejo s čim več informacijami o njeni nosečnosti in razvoju ter stanju ploda. Nosečnica mora v času nosečnosti opraviti deset sistematičnih pregledov, dve ultrazvočni preiskavi ter izvesti individualna svetovanja. Prvi pregled nosečnice se opravi med 8. in 12. tednom nosečnosti, kjer se potrdi nosečnost. Naslednji sistematični preventivni pregledi so približno v 24., 28., 35. in 40. tednu nosečnosti, katere opravi izbrani ginekolog. V 20. tednu nosečnosti se izvede usmerjen pogovor z nosečnico in opravi se ultrazvočni pregled. Ostale sistematične preglede v 16., 32., 37., 38., in 39. tednu nosečnosti pa opravi diplomirana medicinska sestra ali diplomirana babica. Prvi sistematični preventivni pregled nosečnice naj bo v času do 12. tedna nosečnosti. Če pride nosečnica na preglede prej (do 8. tedna nosečnosti), je do 12. tedna potrebna samo še ultrazvočna preiskava. Nosečnice se glede na strokovno oceno deli na ogrožene nosečnice in nosečnice z nizkim tveganjem za zaplete. Nosečnico poučimo o vzpodbujanju zdravega načina življenja v času nosečnosti, kar obsega redno gibalno aktivnost, zdravo in uravnoteženo prehrano, opustitev kajenja in pitje alkohola, uporabo in jemanju zdravil ter prehranskih dopolnil in izogibanje stresa.

#### Materinska knjižica
Na prvem pregledu pri izbranem ginekologu dobi vsaka nosečnica materinsko knjižico, ki je obvezna dokumentacija preventivnega programa nosečnic. V materinski knjižici so zabeleženi vsi podatki opravljenih pregledov, preiskav in morebitnih opozoril.

#### Nagelejeva formula
To je formula, s katero ginekolog izračuna predvideni datum poroda (PDP). Pri računanju PDP se upošteva prvi dan zadnje menstruacije, in sicer: prvi dan zadnje menstruacije + sedem dni + eno leto – trije meseci.

### Prvo trimesečje

#### Prvi pregled v nosečnosti
Prvi pregled v nosečnosti sledi kmalu za tem, ko ženska ugotovi, da je noseča (pozitiven test nosečnosti, izostanek menstruacije, morebitne slabosti…). Prvi pregled nosečnice opravi ginekolog v času od 8. do 12. tedna nosečnosti, kjer potrdi nosečnost in opredeli stopnjo ogroženosti nosečnice in ploda. V primeru, da gre za ogroženo nosečnico se za nadaljnjo obravnavo poveže s sekundarnim centrom. S pregledi se oceni splošno zdravstveno stanje nosečnice, počutje nosečnice, preveri se stanje otroka, lahko se odkrijejo zapleti, nosečnico se izobražuje in pripravlja na starševstvo ter porod.
Prvi sistematični pregled nosečnice obsega pregled zdravstvene dokumentacije, pregled osebne, ginekološke in družinske anamneze za oceno tveganja, ginekološki pregled, bris materničnega vratu, v primeru, da je zadnji izvid starejši od 3 let, laboratorijske preiskave, preverjanje jemanja folne kisline, merjenje telesne teže in krvnega tlaka, individualno zdravstveno vzgojno izobraževanje, oziroma svetovanje in izdaja materinske knjižice.
Največ o stanju ploda nam na prvem pregledu pove ultrazvočni pregled, s pomočjo katerega se ugotavlja ali se plod nahaja v maternici, določi se število plodov, ugotavlja se vitalnost ploda, ugotovi se čas nosečnosti, oziroma gestacijsko starost ploda in izračuna se predviden datum poroda (PDP). Po prvem ginekološkem pregledu, ginekolog napoti nosečnico v laboratorij, da se opravijo laboratorijske preiskave krvi, testiranje na toksoplazmozo, hepatitis B, sifilis, rdečke in opravijo se preiskave urina.

#### Drugi pregled v nosečnosti
Drugi pregled v prvem trimesečju se mora opraviti v 12. tednu, kar pa obsega ovrednotenje nosečnosti, ki jo naredi ginekolog, nosečnico se stehta, izmeri se ji krvni tlak, pregleda urin in opravi se pregled materničnega vratu. V prvem trimesečju so možne tudi dodatne preiskave v nosečnosti, ki se še bolj priporočajo nosečnicam starim nad 35. let, in sicer: meritev nuhalne svetline (med 11. in 14. tednom nosečnosti), ter kariotipizacija – horionska biopsija (med 11. in 13. tednom nosečnosti, če nuhalna svetlina pokaže možnosti kromosomskih nepravilnosti).

### Drugo trimesečje
V obdobju drugega trimesečja se pri nosečnici pregledi opravijo v 16., 20. in 24. tednu nosečnosti. V 16. tednu pregled lahko opravi diplomirana babica ali pa za samostojno delo usposobljena medicinska sestra. V 20. in 24. tednu pa pregled opravi izbrani ginekolog. Pregledi zajemajo pregled zdravstvene dokumentacije, potek nosečnosti in osebnega počutja od zadnjega pregleda, merjenje telesne teže in krvnega tlaka ter laboratorijske preiskave urina in hemogram.
Med 15. in 20. tednom nosečnosti se opravi presejalni THT test oziroma trihormonski test. Do tega so upravičene nosečnice, ki so stare med 35 in 37 let in v 12. tednu niso opravile nuhalne svetline.

#### Ehokardiografija
V drugem trimesečju se lahko opravi tudi fetalna ehokardiografija. Ta preiskava se lahko opravi zaradi suma na srčno napako pri plodu, pri prirojeni srčni napaki bližnjih sorodnikov, jemanju zdravil v zgodnji nosečnosti in še ob nekaj drugih razlogih. Poteka podobno kor vse druge ultrazvočne preiskave, a je ta usmerjena v zgradbo in delovanje plodovega srca. Preiskava se sicer lahko opravi že od 15. tedna naprej, a je najbolj optimalen čas za izvedbo te preiskave med 18. in 23. tednom nosečnosti.

#### Morfologija ploda
V 20. tednu se zopet opravi pregled nosečnice, poleg tega pa se opravi še morfologija ploda. Morfologija ploda je ultrazvočna preiskava, ki se opravi med 20. in 23. tednom nosečnosti. S pomočjo te preiskave lahko natančno ocenimo ali je razvoj ploda pravilen ali so prisotne kakšne nepravilnosti. V tem času lahko glede na rast ploda spremenimo tudi predviden datum poroda, poleg tega pa lahko določimo tudi spol. Ocenjujemo tudi znake morebitnih kromosomskih ali drugih nepravilnosti. Najpogostejša kromosomska nepravilnost je Downov sindrom. V primeru sumljivih znakov lahko opravimo še DNA Nifty test in amniocentezo.

#### DNA Nifty test
Je neinvazivni presejalni test, za katerega potrebujemo eno epruveto krvi nosečnice. Rezultati iz laboratorija v tujini pridejo v manj kot enem tednu. Zanesljivost tega testa je 99% in za plod ni škodljiv, medtem ko je amniocenteza 100% zanesljiva, vendar obstaja tveganje za splav.
Pregled v 24. tednu nosečnosti opravi izbrani ginekolog in poteka tako kot ostali, poleg vseh osnovnih preiskav pa se posluša še plodove srčne utripe. Opravijo se tudi meritve pretoka v arteriji uterini, kot presejalni test za razvoj preeklampsije in zastoja rasti ploda.

### Tretje trimesečje
To je zadnje obdobje nosečnosti. V tem obdobju poteka razvoj možganov otroka, obrazne poteze so že izoblikovane pri 30. tednu nosečnosti, prav tako pa se tu pričakuje, da se otrok obrne z glavo navzdol in tako ostane do poroda. V 31. tednu nosečnosti, se otroku nabira vedno več maščevja in plod že dobiva podobo, ki jo bo imel po rojstvu. V 32. tednu plod dobiva preko matere protitelesa in si na podlagi tega gradi imunski sistem za kasnejšo odpornost po porodu.  Za 35. teden nosečnosti je značilno, da se plod počasi spusti, kar mami malo olajša dihanje, hkrati pa se poveča pogostost uriniranja, saj plod vedno bolj pritiska na mehur. V 36. tednu ima plod v maternici vedno manj prostora in zato mati občuti skoraj vsak gib otroka. V 37. tednu nosečnosti, se v črevesju ploda nabira mekonij, oziroma prvo blato.  V 38. tednu so pljuča ploda popolnoma pripravljena za samostojno življenje, kar pa nakazuje, da je plod pripravljen na porod, prav tako pa plod dobiva protitelesa preko plodovnice. V 39. in 40. tednu se praviloma pričakuje porod.

#### Ultrazvok
Ultrazvok je v veliko pomoč pri spremljanju rasti in razvoja ploda ter pri razjasnitvi katerekoli težave, ki  lahko nastopi v nosečnosti. V tretjem trimesečju omogoča spremljanje rasti ploda in oceno plodovega stanja z merjenjem pretokov. Drugi morfološki ultrazvok opravi ginekolog po svoji presoji, če je trebuh premajhen ali prevelik, če ne more oceniti lege ploda ter če ima nosečnica kakšno kronično bolezen, ki bi lahko povzročila zaplete v nosečnosti.

#### Kardiotokografija
Kardiotokografija ali CTG je neprekinjeno elektronsko spremljanje frekvence plodovih srčnih utripov in materničnih popadkov. CTG  se izvaja 20 minut in končni rezultat, nam prikaže zapis srčnega utripa otroka in aktivnost maternice.
Pri vsakem pregledu, se opravi splošni pregled nosečnice, to zajema meritve teže, krvnega tlaka, rast maternice in pa meritev plodovih srčnih utripov. Izvedejo se laboratorijske preiskave in sicer tretja ponovitev testov hemograma in urina ter toksoplazmoze, če je bil zadnji izvid negativen, ter test na hepatitis B, če še ni bil opravljen.
V 36. tednu nosečnosti se izvede zunanja porodniška preiskava, ki pokaže lego, ustavo, držo in položaj ploda. Ginekološki pregledi po 38. tednu nosečnosti, zajemajo pripravo materničnega vratu in maternice na porod. Če nosečnica ne rodi na predviden datum in če je noseča že 40 tednov, se potem naroča nosečnico na preglede na tri do štiri dni. Na teh pregledih, se z ultrazvokom ocenjuje zrelost posteljice in količino plodovnice, z CTG-jem pa vitalnost ploda. Poleg tega, pa se izvede tudi vaginalni pregled nosečnice, s katerim ocenimo kdaj je maternično ustje zrelo za sprožitev poroda.
1. 1 2 3 4 5 6  »Pravilnik za izvajanje preventivnega zdravstvenega varstva na primarni ravni (Uradni list RS, št. 19/98, 47/98, 26/00, 67/01, 33/02, 37/03, 117/04, 31/05, 83/07, 22/09, 17/15, 47/18, 57/18 in 57/18)«. Ministrstvo za zdravstvo. Pridobljeno 24. oktobra 2020.
2. ↑  Štrumbelj, Tadeja (2018). »Pregledi in preiskave v nosečnosti« (PDF). ZD Ljubljana. Pridobljeno 22. oktobra 2020.
3. 1 2 3  Biljali, Hirije (2009). »Pregledi v nosečnosti«. Univerza v Mariboru. Pridobljeno 22. oktobra 2020.
4. ↑  Mivšek, Ana Polona. »Preventivni in presejalni testi v nosečnosti«. Zdaj.net. Pridobljeno 22. oktobra 2020.
5. ↑  »Fetalna ehokardiografija« (PDF). Noseca.com. Zdravstveni center Dravlje. 2018. Arhivirano iz prvotnega spletišča (PDF) dne 11. maja 2021. Pridobljeno 22. oktobra 2020.
6. 1 2  Strah, Darijo (2017). »Nosečniški pregledi po tednih« (PDF). Pridobljeno 24. oktobra 2020.
7. 1 2 3 4 5  Gruden, Nika (2012). »Priročnik za bodoče mlade starše od nosečnosti do 1. leta«. Babybook. str. 17–25.